# Milcz i całuj
Milcz i całuj (ang. Shut Up and Kiss Me) – amerykańska komedia romantyczna z 2004 roku w reżyserii Gary'ego Brockette'a. Wyprodukowana przez American World Pictures (AWP).

## Opis fabuły
Ryan (Christopher Daniel Barnes) i Pete (Brad Rowe) znają się od dzieciństwa. Obaj mają po 27 lat i szukają kobiety marzeń. Pewnego dnia Ryan przypadkowo poznaje w windzie uroczą Jessicę, a Pete zakochuje się w Tiarze (Krista Allen). Niestety, jej wuj przysparza im wielu kłopotów.

## Obsada
- Christopher Daniel Barnes jako Ryan Ballister
- Brad Rowe jako Pete Waddle
- Kristin Richardson jako Jessica Preston
- Krista Allen jako Tiara Benedette
- Burt Young jako Vincent Bublioni
- Frank Bonner jako Harvey Ballister
- Leo Rossi jako Mario
- Victoria Jackson jako Harriet Ballister

i inni.